# 纹胸鹪鹛
纹胸鹪鹛（学名：[Napothera epilepidota] 错误：{{Lang}}：文本有斜体标记（帮助）），是画眉科鹪鹛属的一种，分布于不丹、老挝、中国大陆、越南、印度、泰国、印度尼西亚、缅甸和马来西亚。该物种的保护状况被评为无危。
纹胸鹪鹛的平均体重约为16.0克。栖息地包括亚热带或热带的湿润低地林和亚热带或热带的湿润山地林。该物种的模式产地在印度尼西亚的爪哇。

## 亚种
- 纹胸鹪鹛海南亚种（学名：[Napothera epilepidota hainanus] 错误：{{Lang}}：文本有斜体标记（帮助）），是中国的特有物种。分布于海南等地。该物种的模式产地在海南五指山。[3]
- 纹胸鹪鹛西南亚种（学名：[Napothera epilepidota laotiana] 错误：{{Lang}}：文本有斜体标记（帮助））。分布于老挝以及中国大陆的云南、广西等地。该物种的模式产地在老挝ChiangKhwang。[4]